# ATP Challenger Chigasaki
Der ATP Challenger Chigasaki (offiziell: Chigasaki Challenger) war ein Tennisturnier, das von 1982 einmal in Chigasaki, Japan, stattfand. Es gehörte zur ATP Challenger Tour und wurde im Freien auf Sand gespielt.

## Liste der Sieger

### Einzel
| Jahr | Sieger   | Finalgegner      | Ergebnis |
| ---- | -------- | ---------------- | -------- |
| 1982 | Tom Cain | Henrik Sundström | 6:4, 6:3 |

### Doppel
| Jahr | Sieger                       | Finalgegner                | Ergebnis |
| ---- | ---------------------------- | -------------------------- | -------- |
| 1982 | Charles Strode Morris Strode | Sashi Menon Walter Redondo | 6:3, 6:4 |